# (22) Kalliope
(22) Kalliope ist ein Asteroid des äußeren Asteroiden-Hauptgürtels. Mit einem Durchmesser von 167 km gehört sie zu den größeren Asteroiden des Hauptgürtels und sie hat einen Mond namens Linus.

## Entdeckung und Benennung
Kalliope wurde am 16. November 1852 vom britischen Astronomen John Russell Hind an einem 7-Zoll-Teleskop des privaten Observatoriums unter George Bishop im Regent’s Park in London entdeckt.
Benannt wurde der Himmelskörper nach Kalliope, der Muse der epischen Dichtung, der Wissenschaft, der Philosophie und des Saitenspiels sowie des Epos und der Elegie.
Insgesamt wurde der Asteroid durch mehrere erdbasierte Teleskope beobachtet, insgesamt bisher 2588 Mal innerhalb von 163 Jahren. (Stand Sept. 2017)

## Bahneigenschaften

### Umlaufbahn
Kalliope umkreist die Sonne auf einer prograden, elliptischen Umlaufbahn zwischen 392.100.000 km (2,62 AE) und 478.400.000 km (3,19 AE) Abstand zu deren Zentrum. Die Bahnexzentrizität beträgt 0,099, die Bahn ist um 13,72° gegenüber der Ekliptik geneigt. Ihre Bahn liegt demnach im äußeren Asteroidengürtel.
Die Umlaufzeit von Kalliope beträgt 4,98 Jahre.

### Rotation
Kalliope rotiert in 4 Stunden und 8,9 Minuten einmal um ihre Achse. Daraus ergibt sich, dass der Asteroid in einem Kalliope-Jahr 10.487,9 Eigendrehungen („Tage“) vollführt.
Beobachtungen der Lichtkurve zeigen eine Ausrichtung von Kalliopes Pol in Richtung der ekliptischen Koordinaten {\displaystyle (\beta ,\lambda )=(-23^{\circ },20^{\circ })} mit 10° Unsicherheit; daraus ergibt sich eine Achsenneigung von 103°; Kalliopes Rotation wäre demnach leicht retrograd.

## Physikalische Eigenschaften

### Größe
Die bisherigen Beobachtungen von Kalliope weisen auf einen asymmetrischen, unregelmäßig geformten, länglichen Körper hin; die genaueste Durchmesserbestimmung (Geometrisches Mittel) liegt bei 167,536 km. Hinsichtlich der genauen Dimensionen liegt der präziseste Wert bei 231,4 × 175,3 × 146,1 km.
Ausgehend von einem mittleren Durchmesser von 167,5 km ergibt sich eine Oberfläche von etwa 88.000 km2, was etwas mehr als der Fläche Österreichs entspricht.
Bestimmungen des Durchmessers für Kalliope
| Jahr | Abmessungen km        | Quelle               |
| ---- | --------------------- | -------------------- |
| 2001 | 181 ± 4,6             | Tedesco (IRAS) u. a. |
| 2002 | 215 × 180 × 150       | Kaasalainen u. a.    |
| 2008 | 166,2 ± 2,8           | Descamps u. a.       |
| 2008 | 235 × 144 × 124       | Descamps u. a.       |
| 2014 | 167,536 ± 3,053       | Masiero u. a.        |
| 2014 | 231,4 × 175,3 × 146,1 | Johnson              |

Die präziseste Bestimmung ist fett markiert.

### Innerer Aufbau
Kalliope gehört zu den M-Typ-Asteroiden, was darauf hinweist, dass ihre Oberfläche teilweise aus Eisen und Nickel besteht. Die mittlere Dichte beträgt 3,35 g/cm3. Bei dem Asteroiden handelt es sich wahrscheinlich um ein Rubble Pile; eine angenommene Porosität von 20 bis 40 % führt zu einer Dichte von 4,2 bis 5,8 g/cm3, was bedeutet, dass er womöglich aus einem Gemisch von Metall und Silikaten zusammengesetzt ist. Spektroskopische Studien zeigten indes einen Nachweis von hydrierten Mineralien und Silikaten, was auf eine eher steinige Oberfläche hindeutet. Kalliope hat zudem ein tiefes Radar-Albedo, was nicht zu einer rein metallischen Oberfläche passt.
Die Masse von Kalliope ließ sich bislang auf 8,16 ∙ 1018 kg berechnen. Die absolute Helligkeit wird mit 6,45 mag angegeben.
Die mittlere Oberflächentemperatur beträgt rund 161 K (−112 °C) und kann mittags bis auf maximal 240 K (−32 °C) ansteigen.

## Mond
Am 29. August 2001 wurde die Entdeckung eines Mondes um Kalliope bekannt gegeben, der den Namen Linus erhielt. Der Mond zählt zu den größten Asteroidenmonden im Hauptgürtel. Linus hat einen Durchmesser von 28 Kilometern und umkreist Kalliope auf einer kreisförmigen Umlaufbahn in deren Äquatorebene in einer mittleren Entfernung von 1109 km in 3,6 Tagen.
Das Kalliope-System in der Übersicht:
| Komponenten        | Physikalische Parameter | Physikalische Parameter | Physikalische Parameter | Bahnparameter        | Bahnparameter  | Bahnparameter | Bahnparameter            | Entdeckung        |
| Name               | Durchmesser (km)        | Relativgröße (%)        | Masse (kg)              | Große Halbachse (km) | Umlaufzeit (d) | Exzentrizität | Inklination zur Ekliptik | Datum Entdeckung  |
| ------------------ | ----------------------- | ----------------------- | ----------------------- | -------------------- | -------------- | ------------- | ------------------------ | ----------------- |
| (22) Kalliope      | 167,5                   | 100,00                  | 8,2 · 1018              | —                    | —              | —             | —                        | 16. November 1852 |
| Linus (Kalliope I) | 28,0                    | 16,7                    | 5,0 · 1016              | 1109                 | 3,596          | 0,016         | 9°                       | 29. August 2001   |